# Ranulph Neville, 1. Baron Neville de Raby

Familienwappen der Barone Neville de Raby

Ranulph Neville, 1. Baron Neville de Raby (auch Ranulf oder Ralph de Nevill; nach anderer Zählung auch 3. Baron Neville) (* 18. Oktober 1262; † nach 18. April 1331) war ein englischer Adliger.

## Leben
Ranulph Neville entstammte einem Zweig der Familie Neville. Er war der einzige Sohn von Robert de Neville und dessen Frau Mary FitzRandolph, einer Tochter von Ralph FitzRandolph, Lord of Middleham. Sein Vater starb bereits 1271, und nach dem Tod seines Großvaters Robert de Neville 1282 erbte er die Familienbesitzungen. Diese bestanden vor allem aus nordenglischen Besitzungen, darunter Raby Castle im County Durham. Über seine Mutter hatte er dazu Middleham Castle und weitere Besitzungen in Yorkshire geerbt. Durch Writ of Summons wurde er am 24. Juni 1295 zur Teilnahme am Parlament berufen, so dass er als Baron Neville de Raby gilt. Neville nahm bis 1318 an mehreren Feldzügen während des Kriegs mit Schottland teil, wobei nur wenig über seine Aktionen bekannt ist.
Die Familie Neville de Raby hatte enge Bindungen zur Diözese Durham. Neville bezeugte mehrere Urkunden von Bischof Robert und dessen Nachfolger Antony Bek. Allerdings kam es um Landbesitz auch zu Streitereien zwischen Bek und Neville. 1302 gehörte Ralph Neville zu den Führern eine Delegation der Einwohner des County Durhams, die eine Charta verlangten, in der die Rechte von Bischof Antony Bek ihnen gegenüber festgelegt werden sollten.
Neville hatte Euphemia, einer Tochter von Robert FitzRoger aus Clavering in Essex und dessen Frau Margery de la Zouche geheiratet. Mit ihr hatte er mindestens fünf Söhne und eine Tochter:
- Robert Neville († 1319)
- Ralph Neville, 2. Baron Neville de Raby (um 1291–1367)
- Alexander Neville († 1366 oder 1367)
- John Neville († 1333)
- Thomas Neville († vor 1362)
- Anastasia Neville († nach 1315) ⚭ Sir Walter de Fauconberg († 1314)

Vier seiner Söhne nahmen während des Kriegs mit Schottland 1319 an einem Vorstoß in die Nähe von Berwick teil. Dabei wurden sie am 6. Juni von einer schottischen Streitmacht gestellt. Während Robert Neville getötet wurde, gerieten Ralph und zwei weitere in schottische Gefangenschaft. Alleine für den nun ältesten Sohn Ralph verlangten die Schotten ein Lösegeld von 2000 Mark. Neville hatte bereits nach der Schlacht von Bannockburn ein hohes Lösegeld für seine gefangen genommenen Söhne zahlen müssen, und angesichts der erneut hohen Summe wandte sich Neville an König Eduard II. und bat ihn um finanzielle Unterstützung, weil er sonst verarmen würde. Ob der König jedoch Neville unterstützte, ist unbekannt. Seine Söhne kamen wohl vor 1321 wieder frei. Wohl aufgrund seines Alters von 64 Jahren beteiligte sich Neville im Gegensatz zu seinen Söhnen 1326 nicht aktiv am Sturz von Eduard II.